# Texa Chapel

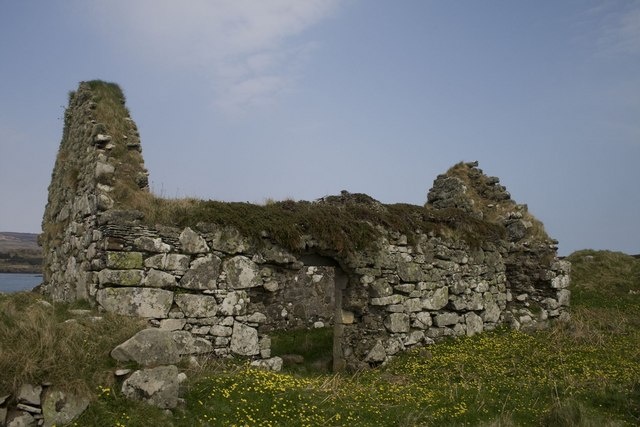
Texa Chapel

Texa Chapel ist eine in Ruinen liegende Kirche im Norden der unbewohnten schottischen Hebrideninsel Texa. Sie war der Jungfrau Maria geweiht. Die Ruine ist als Scheduled Monument geschützt.

## Geschichte
Obschon Indizien existieren, dass Texa identisch mit dem Oidecha aus klösterlichen Schriften ist, dem Ort, an dem der Heilige Kenneth (Cainneach), ein Gefährte des Heiligen Columban, auf seiner Reise von Iona im 7. Jahrhundert hielt, konnten keine frühchristlichen Aktivitäten auf Texa nachgewiesen werden. Wann die Kirche errichtet wurde, ist nicht exakt überliefert. Da jedoch zum Ende des 14. Jahrhunderts eine Spende eines Kreuzes verzeichnet ist und die älteste dort gefundene Kreuzplatte aus den 1380er Jahren stammt, deutet dies auf eine Fertigstellung in diesem Zeitraum hin. Zur Kirche gehörte die Insel Texa ebenso wie die Ländereien von Cragabus. Dass die Kirche von dem irischen Missionar Cornelius Ward, der 1625 auf Texa eintraf, nicht erwähnt wurde, könnte darauf hindeuten, dass es sich zu dieser Zeit schon um eine Ruine handelte.

## Beschreibung
Das Gebäude befindet sich auf einer Anhöhe nahe der Landestelle der Insel. Es scheint sich um das Zentrum einer landwirtschaftlichen Siedlung gehandelt zu haben. Die Kirche stand auf einem Gelände von 28 × 19 m2 Fläche, das von einer Mauer umfriedet war. Sie selbst maß 8,8 × 4,1 m2 und besaß etwa 80 cm mächtige Mauern. Licht trat durch Winkelfenster in den Nord- und Südmauern ein, die wahrscheinlich rechteckig und von Sandstein gerahmt waren. Der Eingang befand sich an der Südseite. An der Südwestecke schloss sich direkt ein kleines Nebengebäude an. Südlich befand sich der Friedhof. Von der Kirche sind heute nur noch Mauerreste erhalten.